# Челябінський тролейбус
Челябінський тролейбус (рос. Челябинский троллейбус) — діюча (від 5 грудня 1942 року) в обласному центрі місті Челябінську тролейбусна система Росії.
У теперішній час (станом на 2009 рік) челябінська тролейбусна мережа охоплює основні райони міста і нараховує 23 маршрути (3 місце в Росії після Москви і Санкт-Петербурга). Протяжність тролейбусної мережі — понад 200 км.
Експлуатацію тролейбусної мережі з 1 вересня 2023 року, виконують «ООО «Синара – ГТР Челябинск» и «ЧелябГЭТ»

## Історія та перспективи
Тролейбусний рух у Челябінську був відкритий в роки Німецько-радянської війни. Перші тролейбуси, які курсували по місту, були евакуйовані з Москви. Офіційна дата експлуатації тролейбусної мережі міста — 5 грудня 1942 року — перший рейс пройшов маршрутом «ЧТЗ — вул. Клари Цеткін». Протяжність тролейбусних ліній на день відкриття становила 18 км, було відкрито 2 маршрути.
У теперішній час (1990—2000-і) челябінська тролейбусна мережа зростає дуже повільно, хоча і швидше за трамвайну: так ще наприкінці 1980-х — на початку 1990-х відкрито рух по Курганському шосе до ТЕЦ-3, по Сєвєро-Западу: вулицями Братів Каширіних і Молодогвардійців. У деяких випадках відкриття тролейбусного руху супроводжується закриттям трамвайного.
6 вересня 2006 року на день міста відкрито тролейбусний рух вулицями Братів Каширіних (на захід від вулиці Молодогвардійців) і Чичеріна.
У найближчі роки планується прокладка лінії в бік селища Чурилово вулицями 1-ю Ельтонською, Ферганською і 3-ю Ельтонською.
У віддаленій перспективі заплановано будівництво ліній вулицями Енгельса і Курчатова до залізничного вокзалу «Челябинск-Главный», вулицями Доватора і Дзержинського від залізничного вокзалу до кінотеатру «Аврора», східною частиною вулиці Братів Кашириних — до Свердловського проспекту та ще далі — вулицею Свободи, а також — проспектом Комарова. Попри те, що мова про введення в експлуатацію цих ліній велася ще в 1990-ті, вони й досі не побудовані — у МУП «Челябгортранс» посилаються на постійний брак коштів.
З 1 червня 2018 року вартість проїзду становить 20 руб., за транспортною картою — від 20 руб. 70 коп. до 23 руб., в залежності від суми поповнення за транспортною картою; пільговий проїзд — 10 рублів.
З 1 вересня 2023 року в умовах санкцій на маршрут запустили нові Російські тролейбуси Сінара-6254 зі здатністю проїжджати до 80 кілометрів без підключення до контактної мережі, висока енергоефективність, розширені дверні прорізи, спецможливості для маломобільних пасажирів, а також збільшена на 15% площа скління.
Але на даний момент активно змінюють контактні дроти, що означає В найближчому майбутньому повну заміну тролейбусів

## Маршрути
У 2018 році в Челябінську діють 17 тролейбусних маршрутів:
| Перелік тролейбусних маршрутів в місті Челябінськ | Перелік тролейбусних маршрутів в місті Челябінськ | Перелік тролейбусних маршрутів в місті Челябінськ | Перелік тролейбусних маршрутів в місті Челябінськ |
| №                                                 | Маршрут руху | Протяжність маршруту, км                          | Примітки |
| ------------------------------------------------- | --- | ------------------------------------------------- | --- |
| 1                                                 | ПКіВ ім. Гагаріна — універмаг «Дитячий світ» — ТК «Синьогір'я» — Залізничний вокзал | 6                                                 | |
| 2                                                 | ЧТЗ — ПКіВ ім. Гагаріна |                                                   | У 2009 році курсував в «годину пік» і під час аварійного закриття руху по маршруту № 2 курсували тролейбуси інших маршрутів (№№ 3, 11, 19), але номер маршрута на них зазвичай не вказується. |
| 3                                                 | ТЕЦ-2 — ТК «Синьогір'я» | 8                                                 | Скасований |
| 4                                                 | Челябінський ковальсько-пресовый завод (ЧКПЗ) — вул. Гагаріна — «Сонячний беріг» | 10                                                | |
| 5                                                 | Челябінський автоматно-механічний завод (ЧАМЗ) — кінотеатр ім. Пушкіна — Залізничний вокзал                                                                                                 | 10                                                | |
| 6                                                 | ЧТЗ — Театр ЧТЗ — сел. Першоозерний | 6                                                 | |
| 7                                                 | ЧМК — Алоє поле — Челябінський автоматно-механічний завод (ЧАМЗ) | 16                                                | |
| 8                                                 | ЧКПЗ — вул. Новоросійська — вул. Гагаріна — ПКіВ ім. Гагаріна | 18                                                | |
| 9                                                 | ТЕЦ-2 — Театр ЧТЗ — Челябінський завод залізобетонних виробів (ЖБВ) | 9                                                 | Закритий |
| 10                                                | Вул. Молдавська — вул. Гагаріна — «Сонячний беріг» | 11                                                | |
| 11                                                | ЧТЗ — АМЗ | 11                                                | |
| 12                                                | АМЗ — Вул. Молдавська | 15,5                                              | |
| 13                                                | ПКіВ ім. Гагаріна — Комсомольський проспект — Вул. Братів Каширіних | 11                                                | Закритий |
| 14                                                | ЧМК — ПКіВ ім. Гагаріна | 16                                                | |
| 15                                                | ЧМК — Вул. Молдавська | 16                                                | |
| 16                                                | АМЗ — Уфімський тракт — вул. Блюхера — вул. Воровського — просп. Леніна — вул. Героїв Танкограда — Челябінський завод залізобетонних виробів (ЗБВ)                                          |                                                   | |
| 17                                                | Залізничний вокзал — ТК «Синьогір'я» — універмаг «Дитячий світ» — вул. Братів Каширіних — вул. Молодогвардійців — Вул. Молдавська                                                           | 13                                                | |
| 18                                                | ТК «Синегір'я» — Копейське шосе — ЧКПЗ | 12                                                | Закритий |
| 19                                                | ПКіВ — універмаг «Дитячий світ» — Театр ЧТЗ — сел. Першоозерний — ТЕЦ-3 | 11                                                | |
| 20                                                | ЧКПЗ — вул. Машинобудівників — «Сонячний беріг» |                                                   | Закритий |
| 21                                                | ТК «Синьогір'я» — ТЕЦ-3 | 14,5                                              | Закритий |
| 22                                                | ПКіВ —вул. Братів Каширіних — вул. Чичеріна — Вул. Молдавська | 12                                                | Закритий |
| 23                                                | Вул. Молдавська — Комсомольский просп. — Челябінська меблева фабріка | 13                                                | Закритий |
| 24                                                | Вул. Молдавська — вул. Молодогвардійців - вул. Братів Каширіних — Але Поле |                                                   | Закритий |
| 25                                                | КБС — вул. Гагаріна — ЧКПЗ | 10                                                | Закритий |
| 26                                                | сел. Першоозерний — Театр ЧТЗ — універмаг «Дитячий світ» — вул. Братів Каширіних — вул. Молодогвардійців — Вул. Молдавська                                                                  | 18,5                                              | |
| 27                                                | Вул. Молдавська — Комсомольский просп. — вул. Чичеріна — вул. Братів Каширіних — вул. Північно-Кримська — вул. Праці — вул. Енгельса — просп. Леніна — вул. Лісопаркова — ПКіВ ім. Гагаріна |                                                   | |

## Рухомий склад
У Челябінську експлуатуються тролейбуси таких моделей:
- ЗіУ-682;
- ЗіУ-683;
- ЗіУ-6205;
- БТЗ-5276-01;
- Тролза-5264-01 «Столица».
- ЛіАЗ 5280 — прибули в місто наприкінці листопада 2007 року, від 15 лютого 2008 року розпочато їх експлуатацію[1].

У теперішній час більша частина челябінських тролейбусів — ЗіУ-9 та його модифікації. Після 2000 року був придбаний тролейбус «Тролза», однак наступні поновлення парку (за винятком останніх, у липні-серпні 2006 року) знову здійснювались за рахунок модифікацій моделі ЗіУ-9. Окрім тролейбусів, вироблених у місті Енгельсі, в Челябінську експлуатуються аналогічні тролейбуси Башкирського тролейбусного заводу. Кріме того, у складі 3-го депо перебуває 19 угорських тролейбусів «Ikarus-Ganz», отриманих із Німеччини у вересні 1996 року, що пропрацювали на вулицях міста до березня 2009 року. Ці тролейбуси були випущені в Угорщині у 1988—89 роках, до прибуття до Челябінська працювали в Німеччині в містах: Веймар, Хойєрсверда, Еберсвальде.
Для нумерації пасажирських тролейбусів використовуються, як і для трамваїв, 4-значні числа, у яких перша цифра збігається з номером депо. Така нумерація є надлишковою, адже друга цифра номера для тролейбусів кожного депо також є унікальною: зокрема, для нумерації тролейбусів першого депо використовують номери 1001—1299, другого — 2401—2699, третього — 3701—3899. Вантажні та навчальні тролейбуси мають 3-значні номери.
Станом на квітень 2007 року в Челябінську нараховується 410 тролейбусів, з числа яких близько 270 щодня виходять на лінію.